# Cerkiew Przemienienia Pańskiego w Rakowie
Cerkiew Przemienienia Pańskiego (biał. Царква Праабражэння Гасподняга) – prawosławna cerkiew parafialna w Rakowie, w dekanacie rakowskim eparchii mołodeczańskiej Egzarchatu Białoruskiego Patriarchatu Moskiewskiego. Do 1866 kościół rzymskokatolicki Ducha Świętego i klasztor Dominikanów. 

## Historia
W 1793 na miejscu starej drewnianej świątyni z połowy XV wieku wybudowano murowany kościół, którego architektura łączyła elementy baroku i klasycyzmu. Na budowę kościoła środki wyłożyli m.in. książę Sanguszko, bractwo św. Anny i lokalni parafianie. W ramach represji po powstaniu styczniowym władze carskie przekazały świątynię prawosławnym – w 1866 przebudowano ją na cerkiew, dobudowując m.in. charakterystyczną kopułę. Również w II połowie XIX wieku przed cerkwią stanęła dwupiętrowa brama. 
Wewnątrz świątyni znajduje się bogato zdobiony ikonostas oraz ikony Matki Bożej, św. Anny, Joachima i Przemienienia Pańskiego – wszystkie w pozłacanych sukniach.